# EyeOS
eyeOS fue una plataforma de nube privada con una interfaz de escritorio basada en la web. Comúnmente llamado escritorio en la nube por su interfaz única, eyeOS proporcionaba un escritorio completo desde la nube con gestión de archivos, herramientas de gestión de la información personal, herramientas colaborativas y aplicaciones de la compañía.
Se trataba de un nuevo concepto en almacenaje virtual, el cual se consideraba como revolucionario al ser un servicio clave para el Web 2.0 ya que dentro de una web que combina el poder del actual HTML, PHP, AJAX y JavaScript para crear un entorno gráfico de tipo escritorio.
Se diferenciaba de otros entornos escritorio al ser posible iniciar el escritorio eyeOS y todas sus aplicaciones desde un navegador web. No se requería instalar ningún software adicional, ya que solo se necesitaba un navegador que soporte AJAX, Java y Adobe Flash (dependiendo de las aplicaciones que se deseen ejecutar).

## Historia
eyeOS es un proyecto iniciado en agosto del 2005 por Pau Garcia-Milà Xhania y Marc Cercós, originarios de Olesa de Montserrat (Barcelona), España. Comenzó como una simple idea que se les había ocurrido al ver el surgimiento de varios servicios de este tipo como Flickr, para subir fotos, o Del.icio.us, para almacenar enlaces. La primera idea que surgió, fue la creación de un sistema operativo (que técnicamente no era un sistema operativo pero sí contaba con un núcleo propio) y lo ofrecieron libremente para que cualquier pudiera instalarlo y utilizarlo en sus servidores e intranets con Windows. Desde entonces, llevan 30.000 descargas de la versión para servidores y 56.000 del ejecutable para intranets con Windows.
En marzo de 2006, abrieron el sitio eyeOS.info, un servicio gratuito en línea basado en su software original, adaptado para usarlo como un escritorio virtual en línea al que cualquiera pudiera acceder. El usuario puede almacenar cosas en él y usar las aplicaciones disponibles como un sistema operativo legítimo, desde cualquier parte del mundo y sin instalar software adicional.
En tan solo dos meses se inscribieron al servicio más de 27.000 usuarios diferentes países como Canadá, Francia, Estados Unidos e incluso países con regímenes estrictos que regulan ciertos servicios de almacenaje como China. Nuevos colaboradores crearon aplicaciones adicionales y tradujeron eyeOS a más de 30 idiomas.
Desde sus inicios como proyecto Open Source bajo licencia AGPL el producto ha ido avanzando y en 2012 cambió a un modelo de licencias privadas.
En el año 2014 Telefónica anunció la adquisición de eyeOS con el objetivo de reforzar en un futuro su oferta de servicios cloud móviles y fomentar el desarrollo de soluciones tecnológicas de software libre. eyeOS mantendrá su sede en la capital catalana donde seguirá trabajando una plantilla que pasará a formar parte de Telefónica. Por su parte, Pau Garcia-Milà seguirá vinculado a los procesos innovadores de la compañía que fundó de forma externa. Tras su integración en Telefónica, eyeOS seguirá funcionando como una subsidiaria independiente y dirigida por Michel Kisfaludi.
A finales de 2016 Telefónica discontinuó la aplicación.

## Seguridad
Este servicio se destaca principalmente por sus fuertes medidas de seguridad, lo que le ha valido un crecimiento medio de 400 usuarios al día[cita requerida]. Algunas de sus medidas de seguridad involucran el uso de cortafuegos, respaldos totales cada 24 horas, y formateos mensuales como medida preventiva en caso de que algún código malicioso se lograra infiltrar.
Como preventiva adicional, toda la comunicación que se haga dentro del sitio, y todo el contenido almacenado por los usuarios queda totalmente cifrado y sin acceso alguno por parte de sus administradores, lo que ofrece ventajas en cuanto a privacidad.
No obstante, al funcionar siempre sobre un sistema operativo anfitrión, hereda de este todas sus limitaciones en cuanto a seguridad. Este problema es especialmente importante en el caso de su navegador, ya que utiliza directamente el motor del navegador desde el que se lanza EyeOS, por lo que toda vulnerabilidad del anfitrión afectará al propio de EyeOS.

## Premios
EyeOS ha recibido diversos premios, entre ellos se incluyen:
- 2007 - Ganador de Softpedia Pick award.[5]
- 2007 - Finalista en SourceForge's Community Choice Awards en la categoría de "Mejor proyecto".[6]
- 2007 - Ganó el premio Yahoo! España Web Revelation en la categoría de tecnología.[7][8]
- 2008 - Finalista en los premios CNET Webware 100 winner CNET, en la categoría "Browsing".[9]
- 2008 - Finalista en los SourceForge's Community Choice Awards 08.[10]
- 2009 - Proyecto seleccionado del mes de agosto en SourceForge.[11]
- 2009 - Premio Nacional de Internet[12]
- 2010 - Premio en el colegio Sagrada Familia el Pilar. Premio entregado por Fernando Redondo  “IMPULSA”[13]

## Facilidad de uso y estética gráfica
La existencia de una decena de temas, facilita el cambio de estética y de botones. Hay varios temas en desarrollo para utilización de eyeOS en dispositivos portátiles. Además cabe destacar la facilidad de la inclusión de estos temas pintorescos y variados.